# Riksväg 51
Der Riksväg 51 ist eine schwedische Fernverkehrsstraße in Östergötlands län und Örebro län.

## Verlauf
Die Straße führt von Norrköping, wo sie vom Europaväg 4 abzweigt, über das am See Glan gelegene Svärtinge, das nördlich umgangen wird, Finspång, wo der Länsväg 215 einmündet, die Einmündung des Länsväg 211 und Sköllersta, wo sie den Riksväg 52 kreuzt, und endet schließlich am Trafikplats Byrstatorp in Örebro am Europaväg 20.
Die Länge der Straße beträgt rund 105 km (nach anderer Angabe 121 km).

## Geschichte
Die Straße trägt ihre derzeitige Nummer seit dem Jahr 1962.